# Buena Vista, Acatlán
Buena Vista är en ort i Mexiko.   Den ligger i kommunen Acatlán och delstaten Hidalgo, i den sydöstra delen av landet, 120 km nordost om huvudstaden Mexico City. Buena Vista ligger 2 221 meter över havet och antalet invånare är 308.
Terrängen runt Buena Vista är kuperad. Runt Buena Vista är det ganska tätbefolkat, med 52 invånare per kvadratkilometer. Närmaste större samhälle är Carbonero Jacales, 10,7 km norr om Buena Vista. Trakten runt Buena Vista består till största delen av jordbruksmark.